# Raphitoma atropurpurea
Raphitoma atropurpurea é uma espécie de gastrópode do gênero Raphitoma, pertencente a família Raphitomidae.